# Otroea semiflava
Otroea semiflava là một loài bọ cánh cứng trong họ Cerambycidae.